# Carlin Motorsport

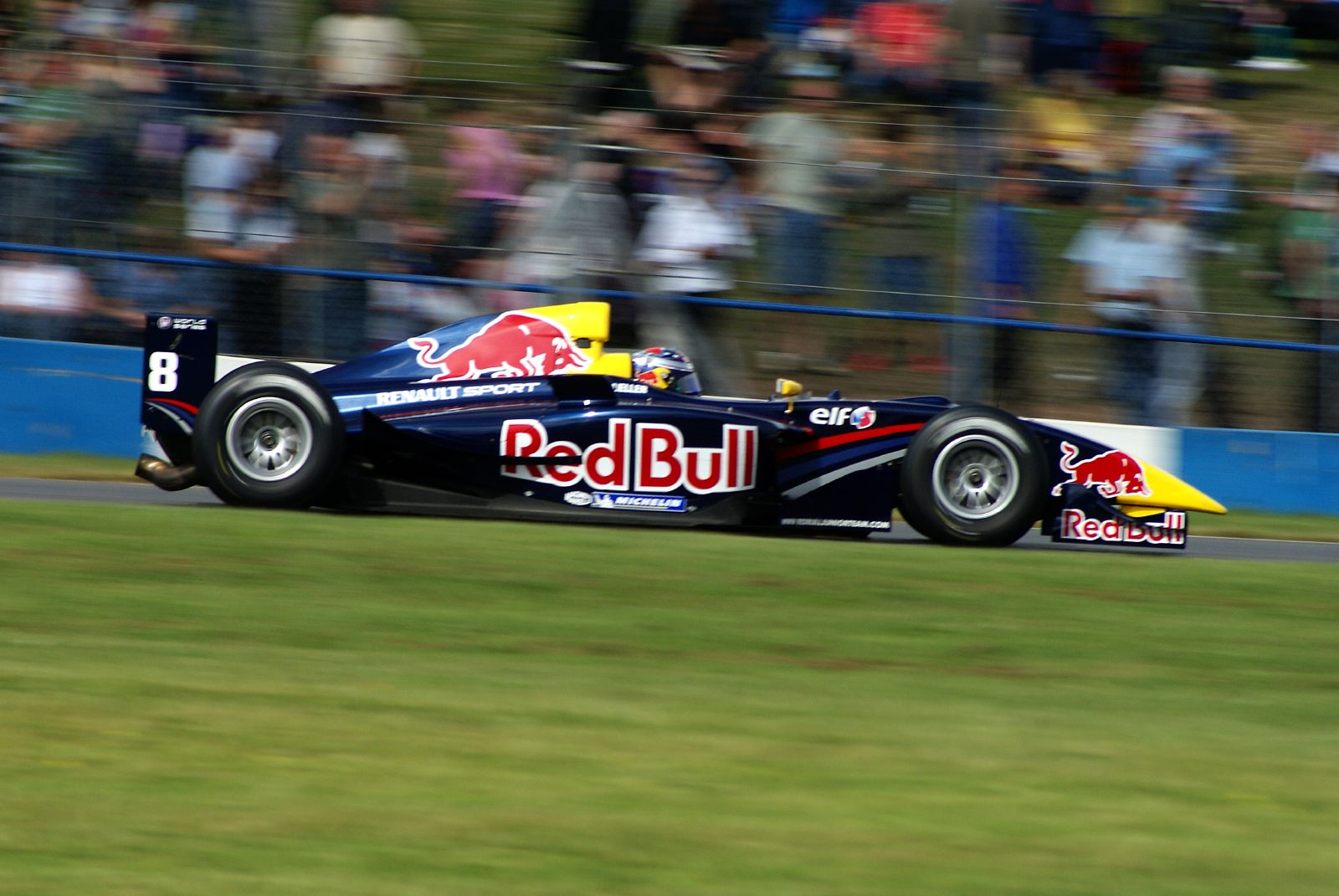
Michael Ammermüller körde för Carlin Motorsport i Formula Renault 3.5 Series 2007.

Carlin Motorsport är ett brittiskt racingteam som grundades 1996 av Trevor Carlin och Martin Stone, som körde sin första hela säsong i Brittiska F3-mästerskapet 1999. 

## Serier
- Brittiska F3-mästerskapet: 1997-
- Porsche Supercup: 2001
- Formula Renault 3.5 Series/Nissan: 2003-
- Formula BMW UK: 2004-2007
- A1 Grand Prix: 2005/2006-2008/2009
- Formula Renault 2.0 Eurocup: 2007
- Formula Renault 2.0 UK: 2007
- Formula Renault 2.0 UK Winter Cup: 2007
- F3 Euroseries: 2008-2009
- GP3: 2010-
- Indy Lights 2015-2017[2]
- Indycar Series 2018-[3]